# Rosa miyiensis
Rosa miyiensis är en rosväxtart som beskrevs av Tsue Chih Ku. Rosa miyiensis ingår i släktet rosor, och familjen rosväxter. Inga underarter finns listade i Catalogue of Life.